# Playing the Fool
Playing the Fool è un doppio album dal vivo del gruppo rock progressivo britannico Gentle Giant, pubblicato nel 1977. Fu l'unica pubblicazione live del gruppo nel periodo di effettiva attività.

## Descrizione
L'album fu registrato tra settembre e ottobre 1976, durante la tournée europea legata all'album Interview.
Com'era abitudine del gruppo in concerto, molti brani sono totalmente riarrangiati rispetto alle versioni in studio e, in alcuni casi, uniti assieme in medley che a loro volta includono variazioni strumentali o citazioni da altri brani che la copertina originale non menziona.
Il disco include una breve versione strumentale dello standard jazz Sweet Georgia Brown eseguita con violino, chitarra acustica e percussioni.

## Tracce
Testi e musiche di Kerry Minnear, Derek Shulman, Ray Shulman e (*) Phil Shulman, eccetto ove indicato.
Lato A
1. Just the Same – 5:57
2. Proclamation – 5:18
3. On Reflection – 6:20

Lato B
1. (Octopus) Boys in the Band (*) – 15:39
2. Funny Ways (*) – 8:30

Lato C
1. The Runaway – 3:56
2. Experience – 5:36
3. So Sincere – 10:20

Lato D
1. Free Hand – 7:40
2. Sweet Georgia Brown (Breakdown in Brussels) (strumentale) – 1:21 (musica: Ben Bernie, Maceo Pinkard)
3. Peel the Paint (*) / I Lost my Head – 7:32

Nota: Alcune edizioni in CD, a differenza del doppio LP originale, riportano alcuni titoli dei brani accennati all'interno dei medley oppure questi ultimi con un titolo diverso, o ancora contengono due brani uniti assieme in una sola traccia; il contenuto musicale è lo stesso in tutti i casi.

## Formazione
- Gary Green – chitarre, cori, flauto dolce, percussioni
- Kerry Minnear – tastiere, vibrafono, percussioni, violoncello, flauto dolce, moog, voce, cori
- Derek Shulman – voce, cori, sassofono contralto, flauto dolce, basso, percussioni
- Ray Shulman – basso, violino, chitarra acustica, flauto dolce, tromba, percussioni, voce
- John Weathers – batteria, percussioni, vibrafono, cori